# Noctitrella spinosa
Noctitrella spinosa är en insektsart som beskrevs av Andrej Vasiljevitj Gorochov 2003. Noctitrella spinosa ingår i släktet Noctitrella och familjen syrsor. Inga underarter finns listade i Catalogue of Life.